# Täby kapell
Täby kapell är ett kapell i nordöstra Stockholm och drivs av Jesu Kristi Kyrka. De två församlingarna som delar gudstjänst i kapellet är Stockholm och Täby församling som båda tillhör Stockholms stav.